# Prostaglandinový receptor
Prostaglandinový receptor nebo také  prostanoidní receptor je transmembránový receptor pro jeden nebo více přirozeně se vyskytujících prostanoidů např. prostaglandinu D2 (tj. PGD2), PGE2, PGF2alpha, prostacyklinu (však pgi2), tromboxanu A2 (TXA2), a PGH2. Názvy prostaglandinových receptorů jsou tvořeny podle názvů prostanoidů, na které se přednostně receptory vážou a reagují, např. receptor citlivý na PG12 při nižších koncentracích je prostacyklin receptor (IP). Jedinou výjimkou z tohoto pravidla je receptor pro tromboxan A2 (TP), který se váže a reaguje na PGH2 a TXA2 stejně dobře.
Všechny prostanoidní receptory jsou receptor spřažené s G proteinem patřící do podskupiny A14 z rodiny rhodopsinových receptorů rodiny s výjimkou prostaglandin DP2 receptoru, který je více v sekvenci aminokyselin a své funkci podoben chemotakticko-faktorovým receptorům pro C5a a leukotrien B4.
Prostanoidní receptory se vážou a reagují s metabolity s lineárním řetězcem polynenasycené mastné kyseliny (PUFA),tj. kyseliny arachidonové. Tyto metabolity obsahují dvě dvojné vazby a jsou pojmenovány dle prostanoidů 2. skupiny, tj. PGD2, PGE2, PGF2a, Pgi2, TXA2 a PGH2. Nicméně, stejné enzymy metabolizují kyselinu arachidonovou na 2 prostanoidy podobně metabolizují další dva lineární řetězce polynenasycených mastných kyselin:  kyselinu gama-Linolenovou, která má o jednu dvojnou vazbu méně než kyselina arachidonová na 1.sériiprostanoidů (PGD1, PGE1, atd.), které mají o jednu dvojnou vazbu méně, než 2. skupina prostanoidů, a  dále metabolizují  kyselinu eikosapentaenovou, která má o jednu dvojnou vazbu více než arachidonová kyselina na 3.skupinu prostanoidů (PGD3, PGE3, atd.), které mají o jednu dvojnou vazbu, více než 2.skupima prostanoidů. Obecně platí, že receptory pro 2. skupinu prostanoidů také vážou a reagují na řadu prostanoidů ze skupin 1 a 3. s poněkud menší afinitou.